# David Bateson
David Bateson (9 de febrer del 1960, Sud-àfrica), és un actor i actor de doblatge sud-africà. Es feu famós en posar la seva veu al protagonista de la sèrie de videojocs d'IO Interactive Hitman, l'Agent 47, des de la seva creació el 2000.
Es convertí en actor a Sud-àfrica abans de tornar al Regne Unit el 1984. Viu a Copenhaguen (Dinamarca). És membre de la British Equity i del Sindicat d'Actors Danesos.
El 1996 actuà a la pel·lícula Breaking the Waves, en què hi interpretà un jove mariner. El 2002 interpretà el paper principal a la pel·lícula Debutanten. Bateson proporcionà la seva veu i va servir de model per al personatge Agent 47 de la sèrie de videojocs Hitman.